# RMS Mülheim
Die RMS Mülheim war ein im rumänischen Tulcea gebautes Küstenmotorschiff, das von der Reederei Rhein-, Maas- und See-Schiffahrtskontor (RMS) in Duisburg betrieben wurde. Die Kiellegung des Schiffes fand im Februar 1998, der Stapellauf im Mai 1999 statt. Das Schiff fuhr unter der Flagge von Antigua und Barbuda, die Besatzung stammte aus Polen.

## Beschreibung
Der Antrieb des Schiffs erfolgte dieselmechanisch mit einem von Deutz MWM Motoren-Werke Mannheim gebauten Achtzylinder-Viertakt-Schiffsdieselmotor mit 1500 kW Leistung, der über ein Reduktionsgetriebe auf einen Propeller wirkte. Darüber hinaus verfügte das Schiff über ein Bugstrahlruder.
Die Decksaufbauten befanden sich im hinteren Bereich des Schiffes. Um auch auf Flüssen fahren zu können, waren Decksaufbauten und Brücke, die hydraulisch in der Höhe verstellt werden konnte, niedrig gehalten. Die Masten konnten zur Unterquerung von Brücken geklappt werden. Ein Großteil der Unterkünfte der Besatzung und weitere Räume befanden sich unter Deck.
Vor den Decksaufbauten befand sich ein boxenförmiger Laderaum, der mit hydraulisch betriebenen Faltlukendeckeln verschlossen war. Der Laderaum war 57,81 Meter lang, 9,30 Meter breit und 6,64 Meter hoch. Das Schiff war mit zwei Schotten ausgestattet, die an acht Positionen errichtet werden konnten. Die Tankdecke konnte mit 15 t/m², die Lukendeckel mit 1,56 t/m² belastet werden.
Das Schiff war für den Transport von Containern ausgestattet. Die Containerkapazität betrug 124 TEU. Davon fanden 52 TEU im Raum und 72 TEU an Deck Platz. An Deck waren auch Anschlüsse für 16 Kühlcontainer vorhanden.
Der Rumpf des Schiffes war eisverstärkt (Eisklasse E2).

## Strandung

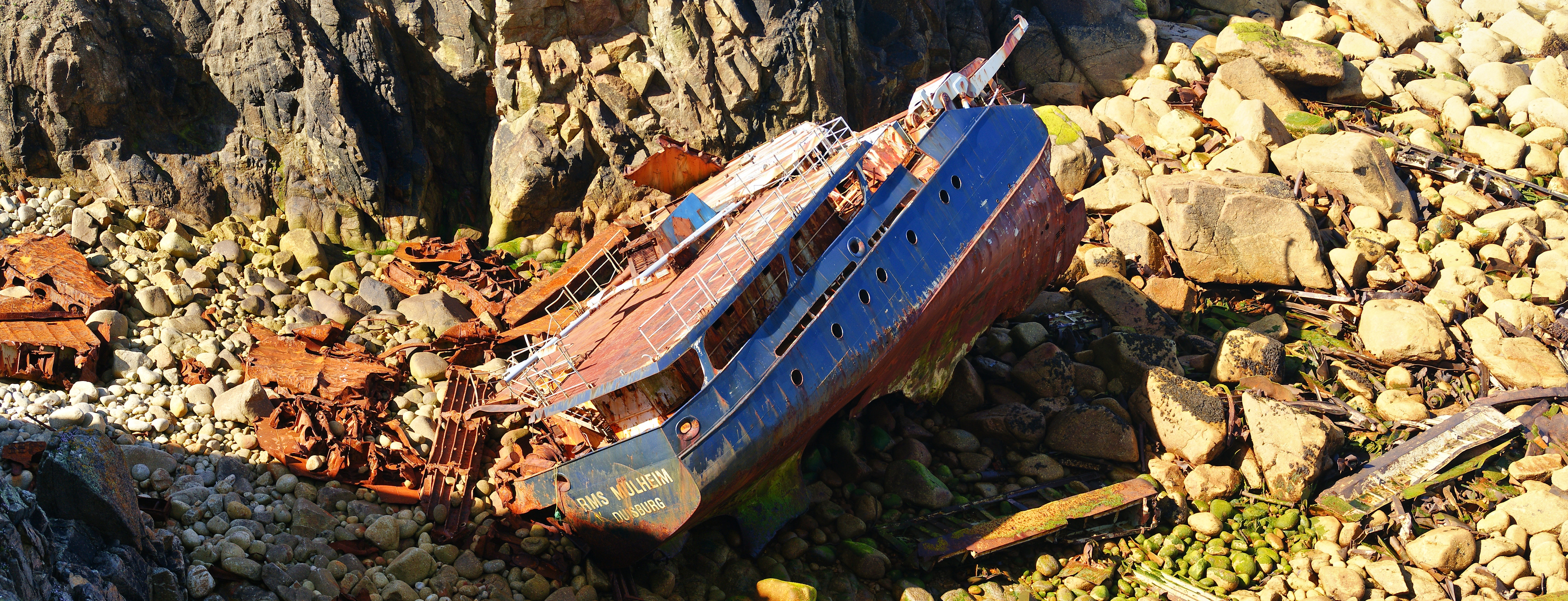
Wrack der RMS Mülheim, nachdem der Rumpf auseinandergebrochen ist (2003)

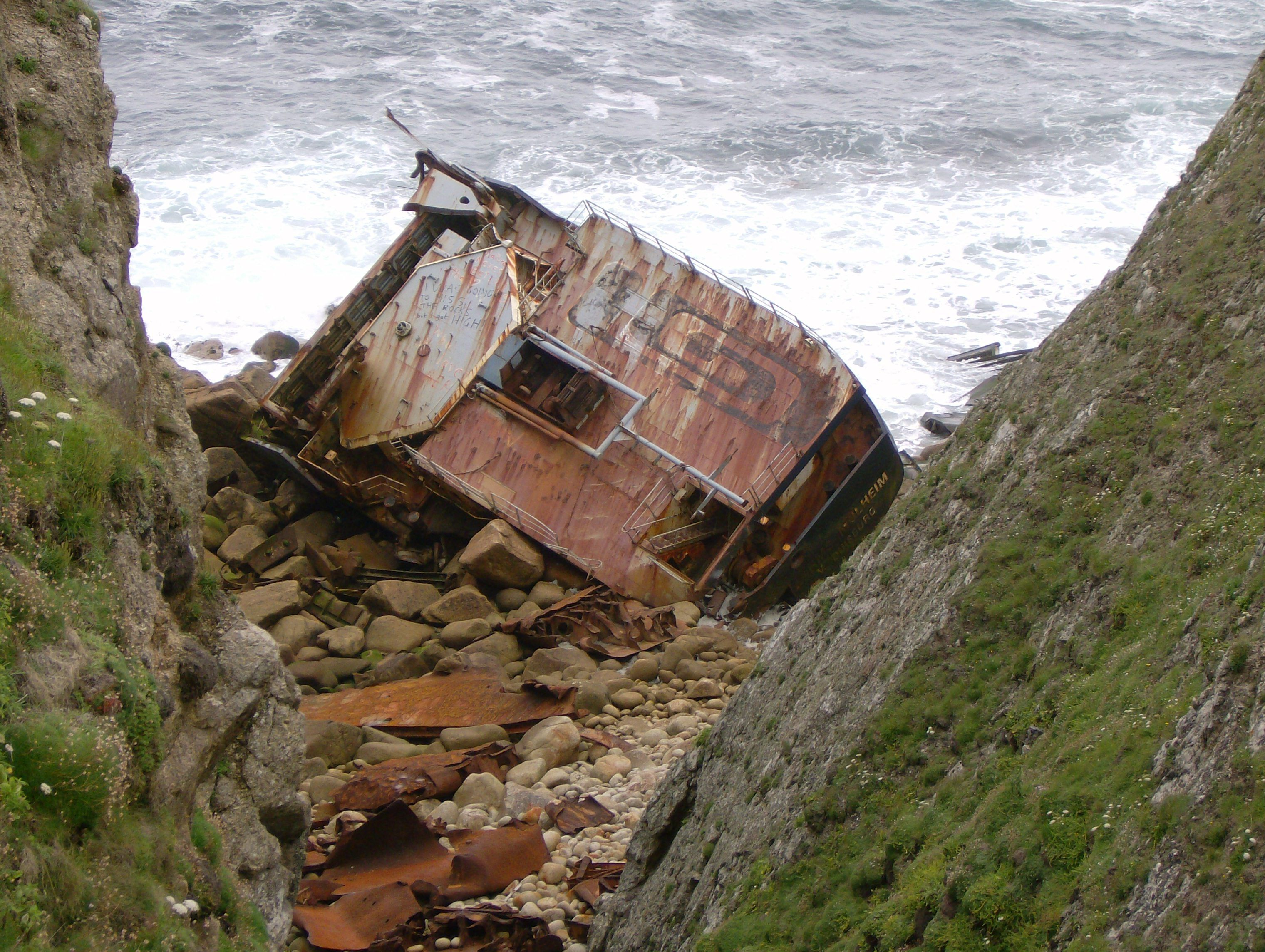
Heck der RMS Mülheim an der Steilküste nördlich von Land’s End (2007)

Auf der Fahrt von Cork in Irland nach Lübeck, beladen mit über 2200 Tonnen Plastikschreddermüll aus Automobilen, geriet das Schiff am 22. März 2003 vor Land’s End in Cornwall in Seenot und wurde in schwerer See auf die Klippen nahe der Ortschaft Sennen getrieben. Beim Auflaufen auf die felsige Küste wurde der Schiffsboden zerstört. Das Schiff wurde zwei Tage später zum Totalverlust erklärt. Die sechsköpfige Besatzung wurde von einem in Culdrose stationierten Hubschrauber der Royal Navy geborgen.
Nach dem Unfall bildete sich ein über 500 Meter langer Ölteppich vom ausgelaufenen Dieseltreibstoff, der in die nahe gelegene Gamper Bay getrieben wurde. Ein Teil des Plastikmülls wurde innerhalb der nächsten Monate, anfänglich mit Hilfe eines Fließbandsystems von Land, später mit Hilfe einer Kraninsel in Schuten aus dem Rumpf geborgen. Teile der Ladung wurden von der See aus dem stark zerstörten Rumpf herausgespült und am nahegelegenen Strand von Sennen mit Baggern eingesammelt. Der Müll stellt eine mögliche Bedrohung für hier lebende Tiere wie Möwen und Delphine dar, da die Tiere die Teile verschlucken und daran zugrunde gehen können. Das Wrack selbst wurde nicht geborgen, um die Umwelt nicht weiter zu gefährden.
Durch die direkte Nähe des Wracks zur Küste wurden viele Schaulustige angelockt, für die extra Behelfsparkplätze auf Feldern in der Nähe angelegt sowie Hinweisschilder zur Unglücksstelle aufgestellt wurden.
Am 7. Oktober 2003 zerbrach der Rumpf in zwei Teile. Das Heck wurde von den Wellen schließlich in eine Schlucht in der Steilwand auf den Strand gespült.